# Meaux-la-Montagne
Meaux-la-Montagne – miejscowość i gmina we Francji, w regionie Owernia-Rodan-Alpy, w departamencie Rodan.
Według danych na rok 1990 gminę zamieszkiwało 166 osób, a gęstość zaludnienia wynosiła 18 osób/km² (wśród 2880 gmin regionu Rodan-Alpy Meaux-la-Montagne plasuje się na 1457. miejscu pod względem liczby ludności, natomiast pod względem powierzchni na miejscu 1183.).